# Mausoleo di Ismail Samani
Il mausoleo di Ismail Samani si trova in un parco appena fuori dal centro storico di Bukhara, antica città dell'Uzbekistan. Il mausoleo, ritenuto uno dei migliori esempi al di architettura dell'Asia Centrale, venne costruito nel 905 come luogo di sepoltura per Ismail Samani, un importante emiro della dinastia Samanide, che governò la Transoxiana, vasta regione dell'Asia centrale, durante il IX e X secolo. I Samanidi stabilirono la loro indipendenza dal califfato abbaside a Baghdad e governarono parti dell'attuale Afghanistan, Iran, Uzbekistan, Tagikistan e Kazakistan. È l'unico monumento sopravvissuto dell'epoca samanide, lo storico dell'arte americano Arthur Upham Pope lo definì "uno dei più belli della Persia". Oltre a Ismail Samani, il mausoleo ospita anche le spoglie di suo padre Ahmed e suo nipote Nasr, così come i resti di altri membri della dinastia Samanide.
Perfettamente simmetrico, di dimensioni compatte, monumentale nella sua struttura, il mausoleo non solo combinava tradizioni edilizie e decorative multiculturali, come l'architettura sogdiana, sasanide, persiana e persino classica e bizantina, ma incorporava caratteristiche consuete per l'architettura islamica: una cupola circolare e mini cupole, archi a sesto acuto, portali elaborati, colonne e intricati disegni geometrici nella muratura. Ad ogni angolo, i costruttori del mausoleo impiegarono gli squinch, una soluzione architettonica al problema di sostenere la cupola a pianta circolare su una piazza. L'edificio fu sepolto nel limo alcuni secoli dopo la sua costruzione e fu scoperto nel corso del XX secolo da scavi archeologici condotti sotto l'URSS.

## Storia
Il mausoleo, costruito in contrasto con la dottrina islamica sunnita che proibisce severamente la costruzione di monumenti funebri nei luoghi di sepoltura, è significativo proprio per questo fatto e perché è il più antico esempio di architettura islamica in Asia centrale, l'unico monumento sopravvissuto dall'epoca della dinastia Samanide.
Durante il X secolo, la capitale dei Samanidi, Bukhara, era un importante centro politico, commerciale e culturale. La prosperità culturale ed economica fu alimentata dalla posizione strategica dei Samanidi lungo le rotte commerciali tra Asia, Medio Oriente, Russia ed Europa. Ci sono varie stime da parte dei ricercatori su quando il mausoleo sia stato costruito. Alcuni lo attribuiscono al regno di Ismail Samani (periodo: 892-907 d.C.), uno dei fondatori della dinastia, alcuni fanno riferimento al padre di Ismail, Ahmad, che governò Samarcanda. Altri attribuiscono l'edificio al regno del nipote di Ismail, Nasr II (periodo: 914-943 d.C.). Il motivo di questa attribuzione successiva è l'architrave con iscrizione cufica con il suo nome rinvenuto sul lato orientale dell'edificio durante i lavori di restauro degli anni '30.
Negli anni '30, i ricercatori sovietici scoprirono una copia di un documento waqf del X secolo (scritto intorno al 1568) in cui si chiariva che Ismail Samani donò il terreno del cimitero di Bukhara, Naukanda, per suo padre, Ahmad, confermando le precedenti ipotesi di una natura dinastica del monumento. Prima dell'assedio e del sacco di Bukhara da parte di Gengis Khan nel 1220, si ritiene che il mausoleo sia stato sepolto nel fango e nella sabbia a causa di inondazioni e frane, rimanendo tale per secoli. Così, quando gli eserciti mongoli raggiunsero Bukhara, la tomba fu risparmiata dalla loro distruzione, a differenza della maggior parte degli altri edifici di quell'epoca. Per le stesse ragioni, l'edificio non era noto al mondo fino all'inizio del XX secolo, quando il sito è stato riscoperto solo nel 1934 dagli archeologi sovietici dopo due anni di scavi.
Tra il 1926 e il 1928 si svolsero importanti ricerche esplorative e scavi da parte di un team sovietico. Tra il 1937 e il 1939, il mausoleo fu ulteriormente studiato e si svolsero importanti lavori di restauro sotto la guida di B. N. Zasipkin. Sono state scoperte le tombe di tre corpi maschili. Uno di questi è identificato come Nasr II dall'iscrizione sull'architrave; l'identità degli altri due non è nota.

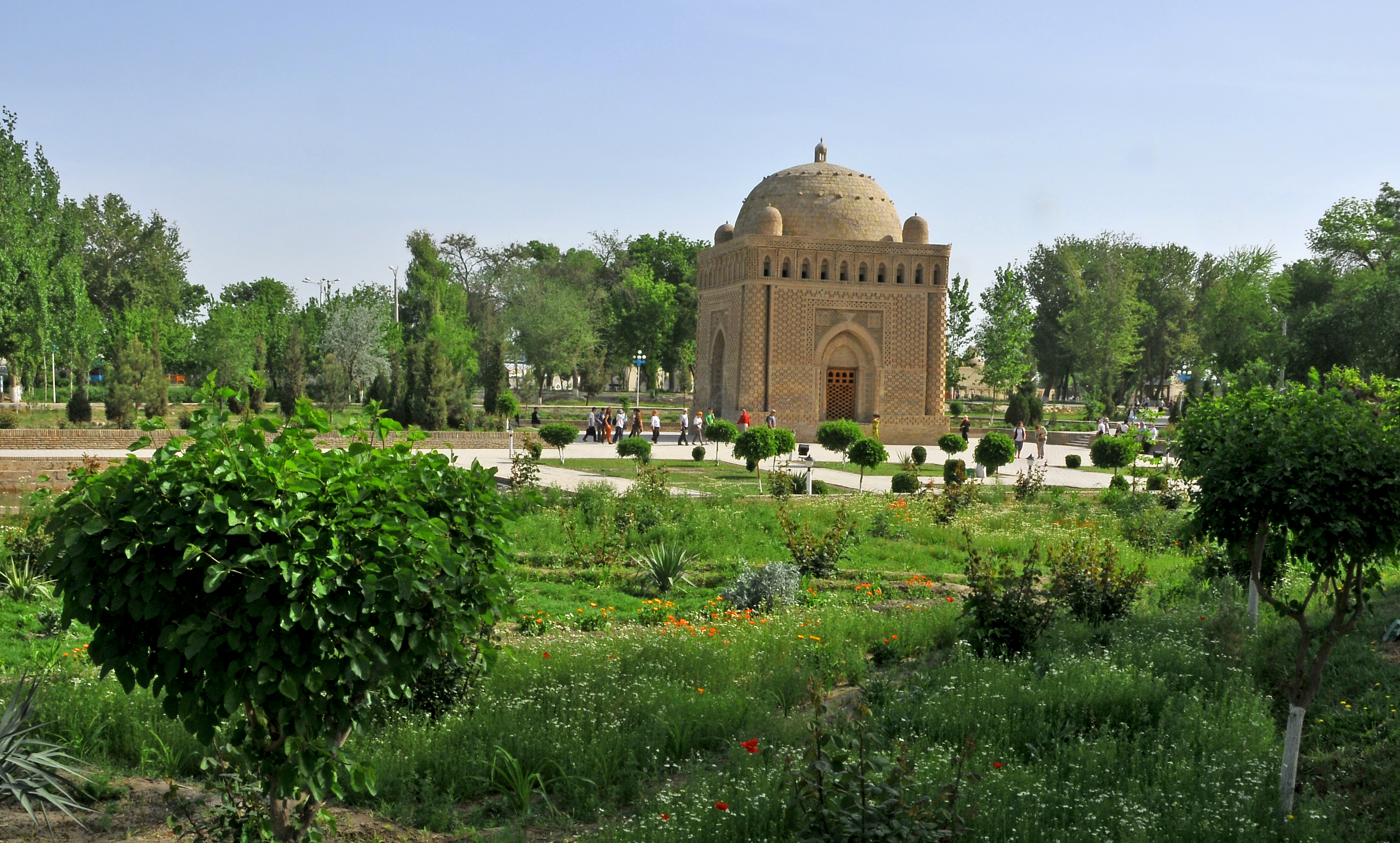
Visione esterna del mausoleo

All'interno delle mura della città e nelle immediate vicinanze del centro storico di Bukhara si trovano monumenti architettonici di mille anni, il più antico dei quali è il mausoleo samanide. L'erezione di mausolei commemorativi in un primo momento contraddisse categoricamente alcune delle norme dell'Islam, ma questa proibizione fu violata per la prima volta dalla costruzione "permessa" del primo mausoleo musulmano Kubba as-Sulabiya sulla tomba del califfo arabo al-Muntasir (861-862), in cui furono successivamente sepolti altri due califfi: al-Mu'tazz (866-869) e al-Muhtadi (869-870), dopo di che iniziò l'erezione di mausolei in tutti i paesi islamizzati del Medio e Vicino Oriente che facevano parte del Califfato arabo. Il mausoleo dei Samanidi non fece eccezione.
Durante il Medioevo, questo e altri mausolei che non sono sopravvissuti fino ad oggi si trovavano all'interno della grande necropoli della dinastia samanide. Con la caduta della dinastia (999) l'area della necropoli si ridusse progressivamente, i mausolei furono distrutti, e nei secoli XVI-XVIII sul suo territorio iniziarono a costruire quartieri residenziali urbani. Nell'alto medioevo l'area della necropoli era chiamata Naukanda, poi Chahar-gumbazan (quattro cupole), e nel tardo medioevo Bahadur-biy, e il mausoleo samanide era considerato il mazar di Ismail Samani.
Il mausoleo fu esplorato per la prima volta nel 1924 dalla spedizione di Moisei Yakovlevich Ginzburg. Allo stesso tempo fu preso il piano dell'edificio. Nel 1925, il segretario scientifico della Commissione di Bukhara per la protezione dei monumenti dell'antichità e dell'arte Musa Saidjanov organizzò il restauro del rivestimento della cupola dell'edificio. Durante ulteriori ricerche archeologiche - gli scavi di Vasiliy Vyatkin, condotti nel 1926-1928, si scoprì che all'interno della necropoli c'erano diverse sepolture, tra cui lo stesso Ismail Samani. Allo stesso tempo si scoprì che l'edificio della necropoli sorge sulle rovine di uno ancora più antico, probabilmente in qualche modo collegato ai miti solari. Nel 1928-1930, il restauro parziale del mausoleo fu effettuato da P. S. Kasatkin e N. M. Bachinskiy. Durante l'epoca sovietica, qualche tempo dopo la seconda guerra mondiale, il cimitero che circondava il mausoleo fu pavimentato e un parco divertimenti (ancora in funzione) fu costruito accanto e intorno all'edificio.

## Architettura
Il monumento segna una nuova era nello sviluppo dell'architettura dell'Asia centrale, che venne ripresa dopo la conquista araba della regione. Gli architetti hanno continuato a usare un'antica tradizione della costruzione dei mattoni cotti, ma a un livello molto più alto di quanto era stato visto prima. Il sito è unico per il suo stile architettonico che combina entrambi i motivi zoroastriani delle culture Sogdiana e sasanide nativa, così come motivi islamici introdotti dall'Arabia e dalla Persia.
La facciata dell'edificio è coperta da muratura finemente decorata, che presenta motivi circolari che ricordano il sole - un'immagine comune nell'arte zoroastriana della regione che in quel momento ricorda il dio zoroastriano, Ahura Mazdā, che in genere è rappresentato da fuoco e luce. La forma dell'edificio è cuboide, e ricorda la Caaba a La Mecca, mentre i contrafforti angolari pesanti derivano da stili architettonici Sogdiani. Lo stile sincretistico del santuario riflette il IX e X secolo - un momento in cui la regione aveva ancora grandi popolazioni di zoroastriane che avevano cominciato a convertirsi all'Islam in quel periodo.
L'altezza del santuario è di circa 35 piedi, con quattro facciate identiche che degradano dolcemente verso l'interno con l'aumentare dell'altezza. L'ingegneria architettonica dell'edificio include quattro archi interni per il supporto, su cui viene applicata la cupola. Lo stile di edificio a "quattro archi" è stato adottato in diversi santuari di tutta l'Asia centrale. Nella parte superiore di ogni lato del santuario vi sono dieci piccole finestre che hanno fornito la ventilazione per la parte interna del mausoleo.

## Influenza sull'architettura successiva
Il mausoleo del fondatore del Pakistan, Muhammad Ali Jinnah è il Mausoleo di Muhammad Ali Jinnah, il quale è modellato su questo stile Samanide.

## Galleria d'immagini

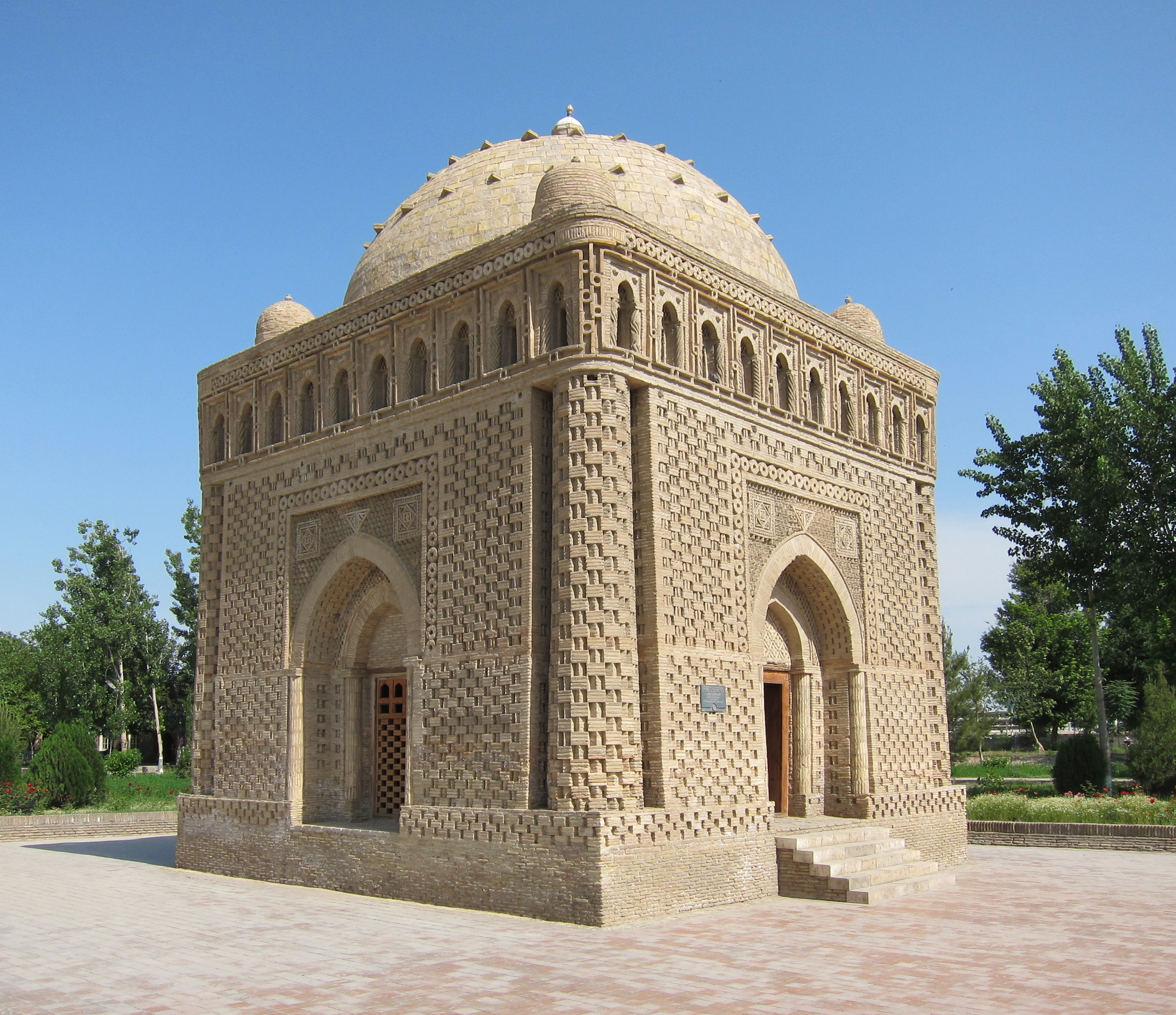
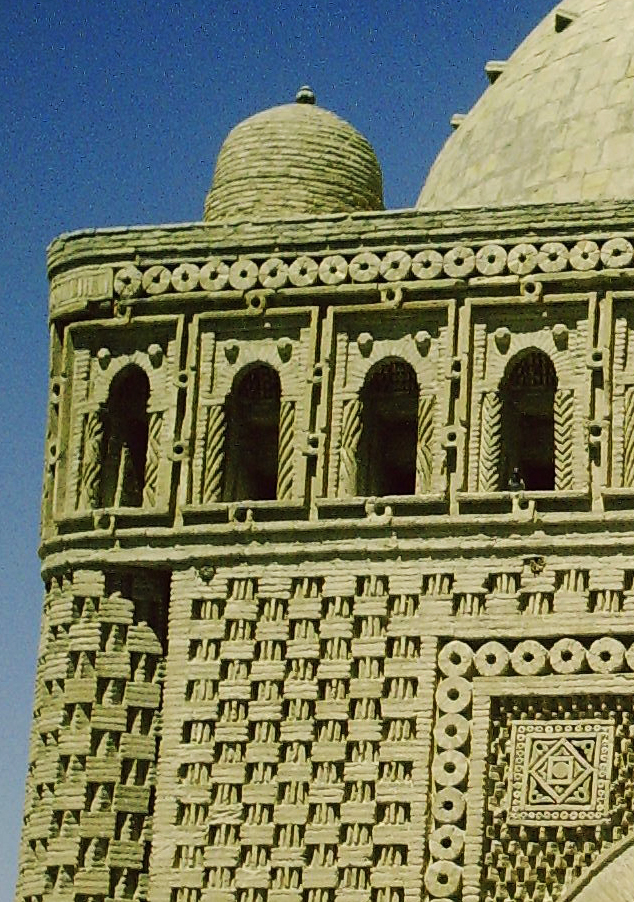
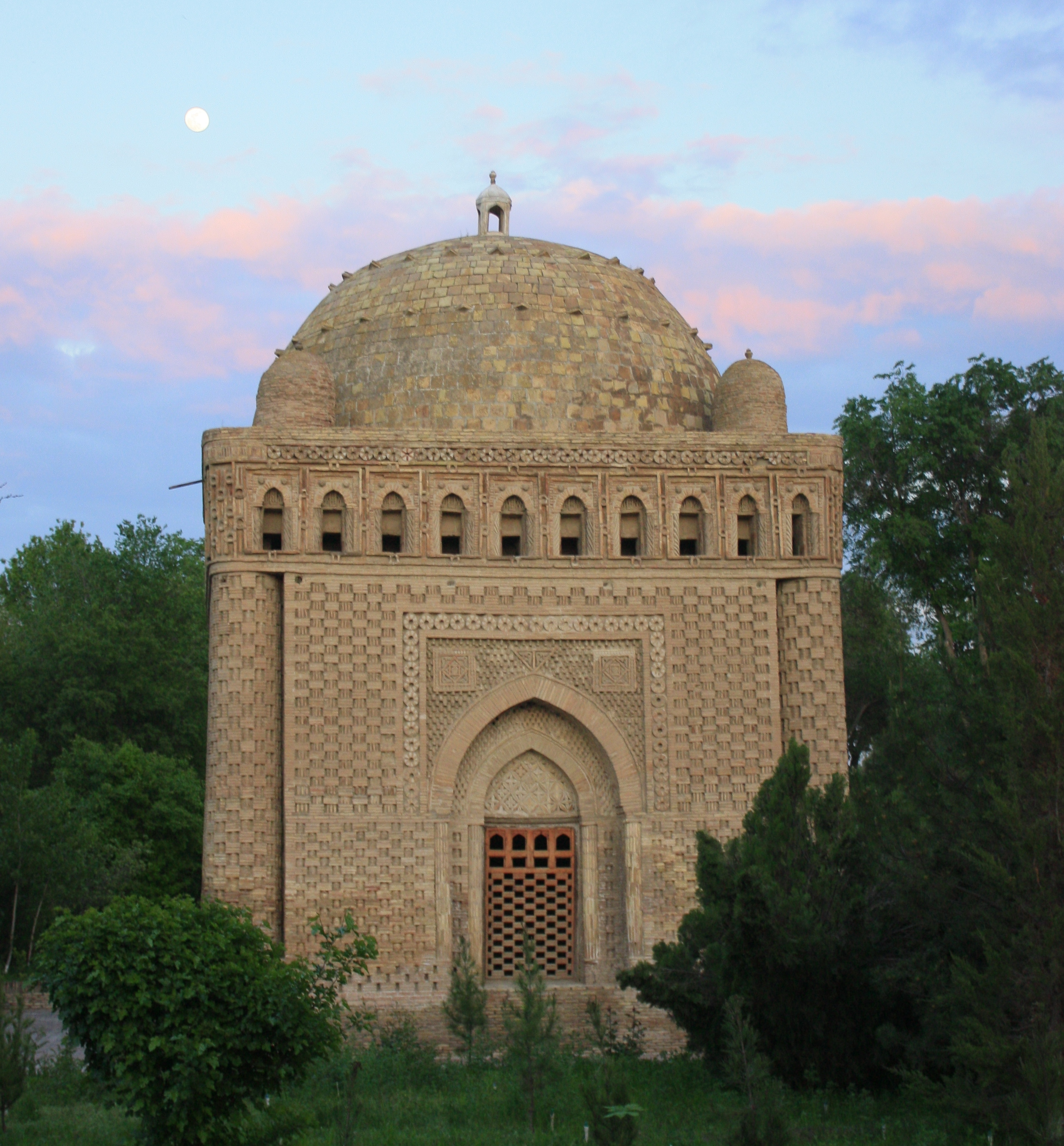
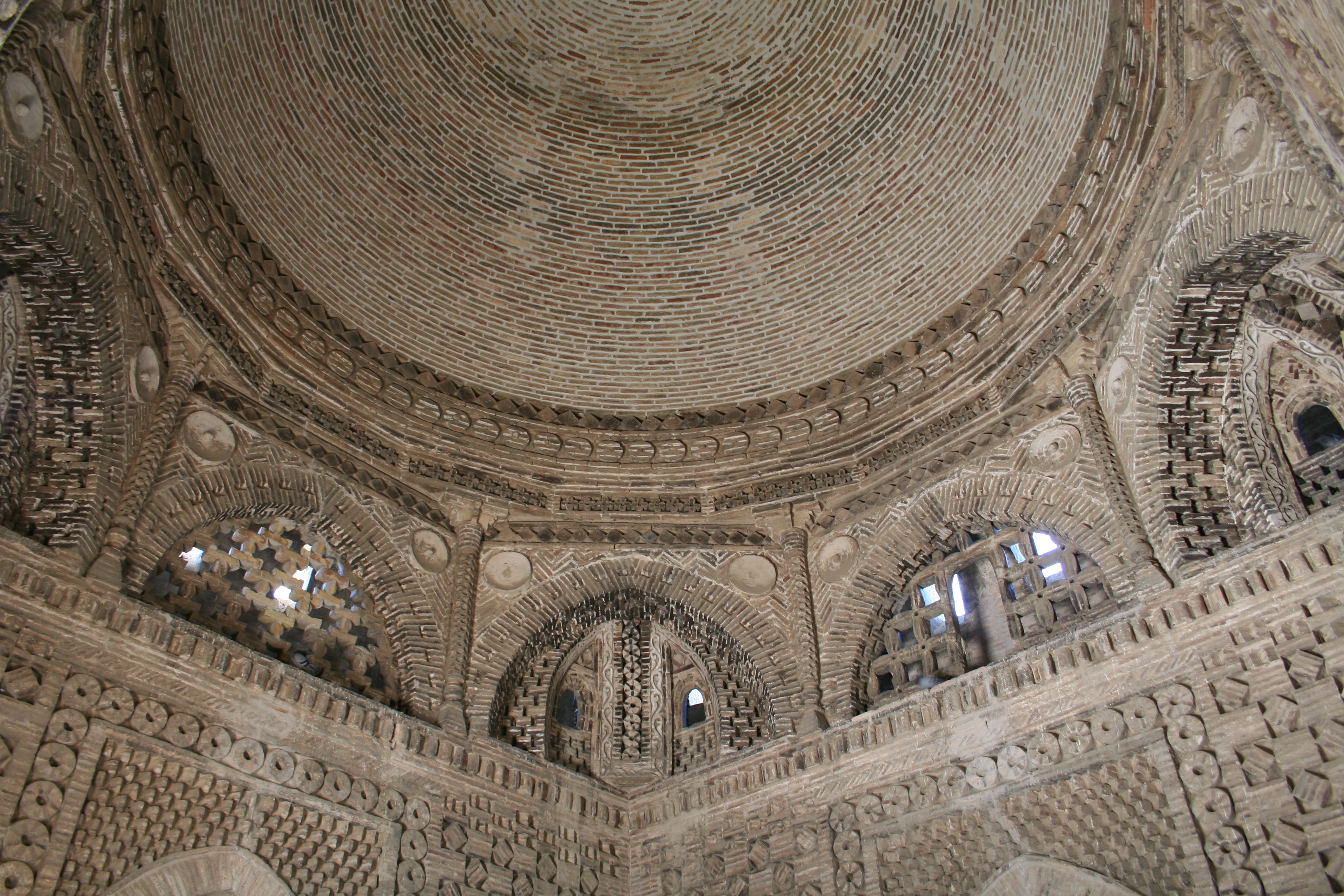
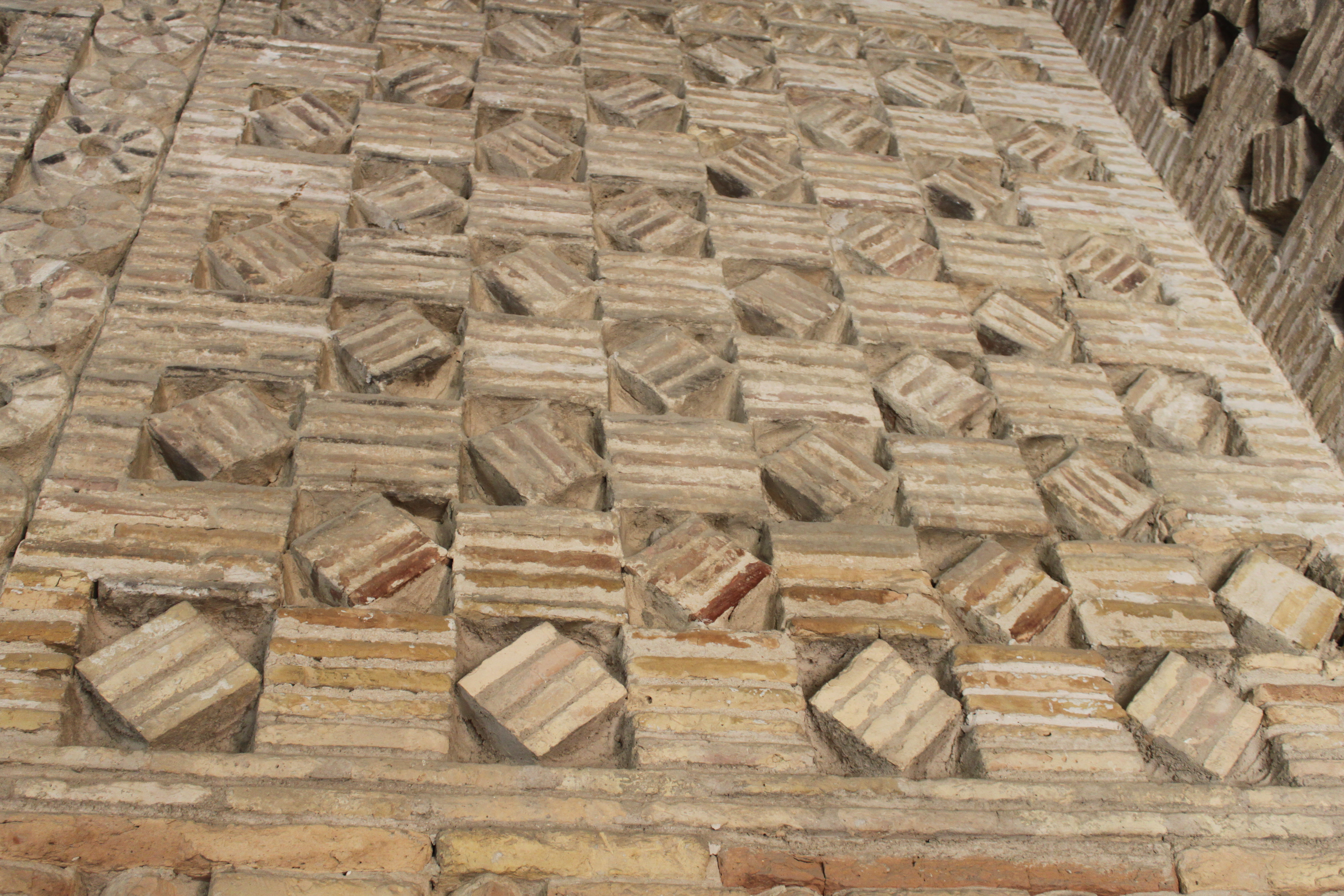
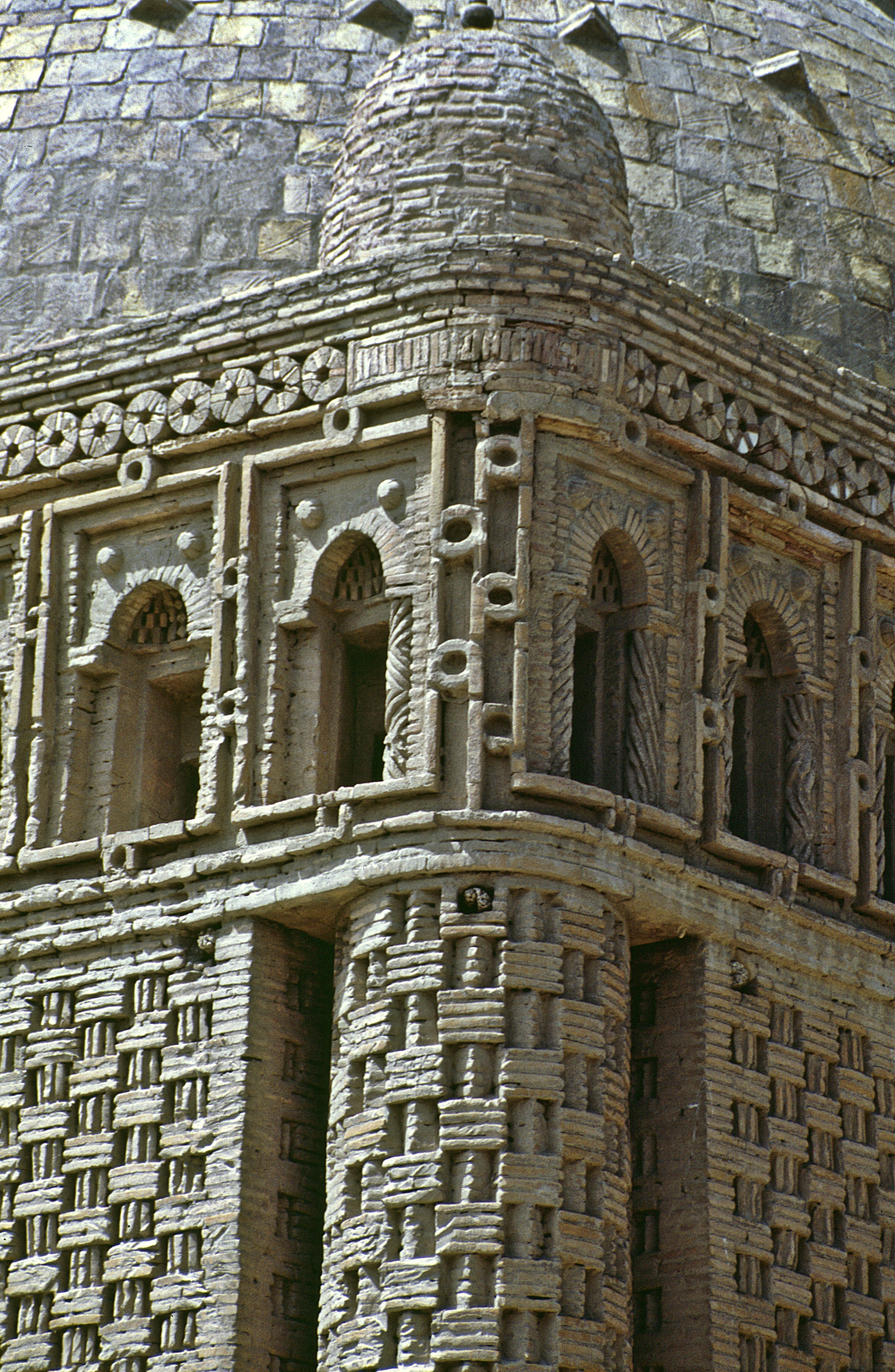
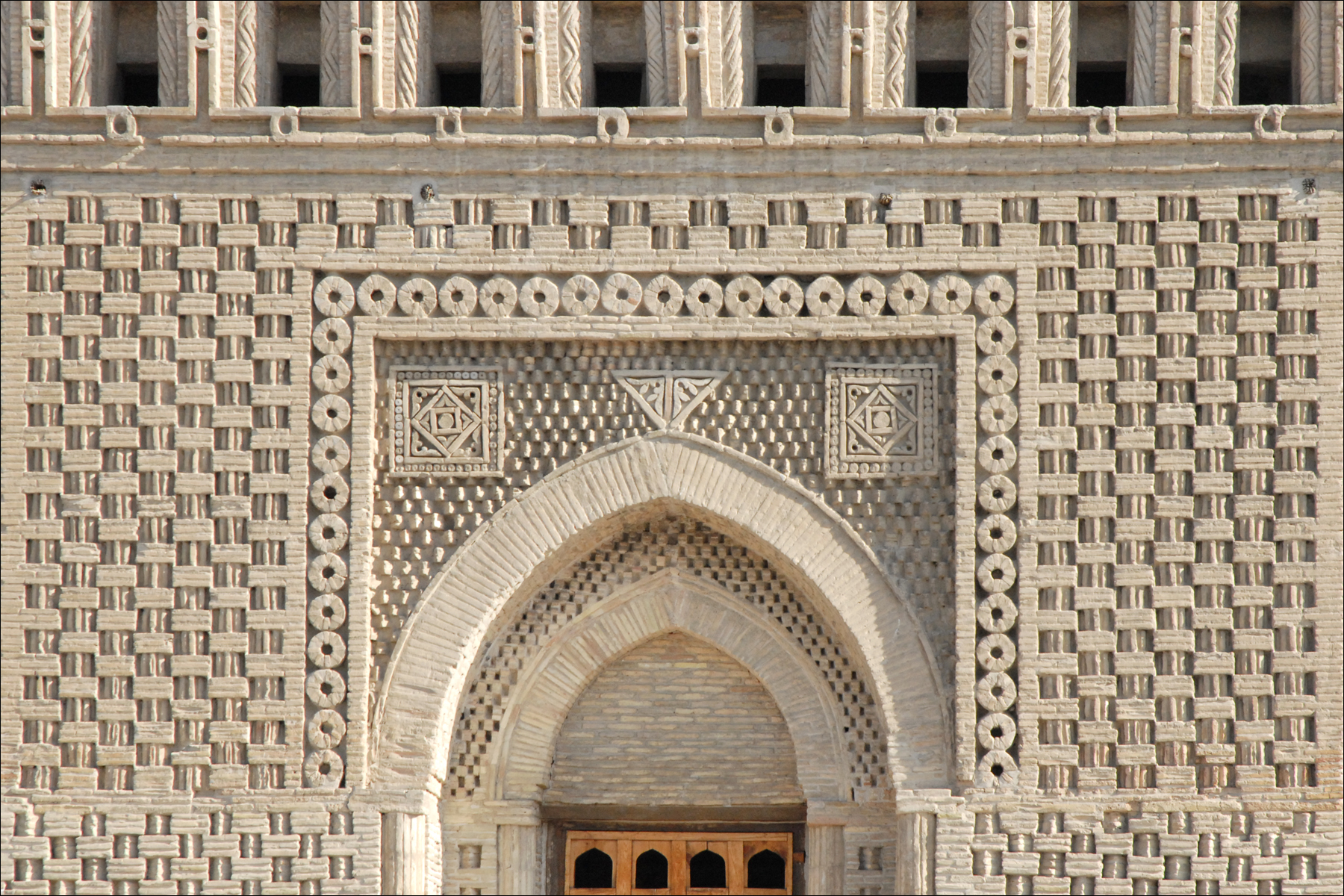